# Anders Wollander
Anders Wollander, född 14 mars 1719 i Rystad, död 27 oktober 1803 i Vimmerby stadsförsamling, Vimmerby, Jönköpings län, var en svensk orgelbyggare.
Wollander var under 1740-talet elev till Jonas Wistenius och från 1750-talet bildade han ett bolag tillsammans med Lars Wahlberg. De båda kompanjonerna ansökte om privilegium utan examination, men det avslogs. Efter Wahlbergs död 1776 anställdes han först hos Olof Schwan 1779 och sedan hos Pehr Schiörlin.

## Biografi
Wollander hade ett företag 1767–1768 tillsammans med Lars Wahlberg på norra kvarteret nummer 5 i Vimmerby. De flyttade 1778 till Växjö. Från 1780 till 1789 var han gesäll hos Pehr Schiörlin i Linköping. Han flyttade 1789 till Älghult och var före 1792 bosatt i Karlskrona. Wollander återflyttade 1792 till Vimmerby och bosatte sig i Norra kvarteret 37. Han gifte sig den 12 april 1793 med änkan Anna Maria Orre. Hon dog av förkylning den 14 mars 1802 och begravdes den 21 mars samma år. Wollander dog av slag den 27 oktober 1803 i Vimmerby och begravdes den 4 november samma år.

## Lista över orglar
Orglarna byggdes ofta tillsammans med Lars Wahlberg.
| År        | Ursprunglig kyrka         | Stift      | Manualer | Pedal        | Stämmor | Bevarad orgel/fasad | Övrigt                                          |
| --------- | ------------------------- | ---------- | -------- | ------------ | ------- | ------------------- | ----------------------------------------------- |
| 1751/1754 | Ryssby kyrka, Kalmar län  | Kalmar     |          |              | 11      |                     |                                                 |
| 1756      | Ljungby kyrka, Kalmar län | Kalmar     |          |              |         |                     |                                                 |
| 1759      | Persnäs kyrka             | Kalmar     |          |              |         |                     |                                                 |
| 1759      | Kalmar domkyrka           | Kalmar     | 1        |              |         |                     | Senare i Vissefjärda kyrka                      |
| 1759      | Virserums kyrka           | Linköpings |          |              | 10      |                     |                                                 |
| 1760/1762 | Mörlunda kyrka            | Linköpings | 1        | Bihängd      | 8/9     |                     |                                                 |
| 1761      | Hallingebergs kyrka       | Linköpings |          |              | 12      |                     |                                                 |
| 1764      | Fredrikskyrkan            | Lunds      | 2        | Självständig | 33      |                     |                                                 |
| 1767      | Horns kyrka, Östergötland | Linköpings | 1        |              | 10      |                     |                                                 |
| 1767      | Loftahammars kyrka        | Linköpings | 1        | Bihängd      | 10      |                     |                                                 |
| 1769      | Vimmerby kyrka            | Linköpings |          |              | 20      |                     |                                                 |
| 1772      | Vårfrukyrkan              | Linköpings | 1        | Självständig | 21      |                     |                                                 |
| 1773      | Fagerhults kyrka          | Kalmar     |          |              |         |                     |                                                 |
| 1775      | Bringetofta kyrka         | Växjö      |          |              | 10      |                     |                                                 |
| 1776–1779 | Växjö domkyrka            | Växjö      |          |              | 33      |                     | Fullbordat av Olof Schwan, nu i Slätthögs kyrka |

## Gesäller
- 1767 - Bengt Brask
- 1767 - Gesäll Adolph Fredrik Kellberg
- 1768 - Peter Dahlström
- 1768 - Jonas Almgren